# Basitropis concolor
Basitropis concolor là một loài bọ cánh cứng thuộc chi Basitropis, trong họ Anthribidae. Loài này được Jordan mô tả khoa học lần đầu tiên năm 1926. 